# Meng (Djérem)
Der Meng (im Quellgebiet oft auch Beli) ist ein Fluss in Kamerun.

## Verlauf
Seine Quellflüsse entspringen an der Ostflanke des Tchabal-Mbabo im Département Faro-et-Déo. Er verläuft überwiegend in südlicher Richtung bis Tibati, wo er in das Mbakaou-Reservoir fließt. Vor dem Bau des Mbakaou-Reservoirs mündete der Maouor etwa 20 km oberhalb der Vereinigung mit dem Djérem. Heute ist dies vom Wasserstand im Reservoir abhängig.

## Hydrometrie
Die Durchflussmenge des Flusses wurde am Mbakaou-Reservoir in der Stadt Tibati, bei etwa 2/3 des Einzugsgebiets (ohne Maouor), in m³/s gemessen

## Stauseen
Bei Tibati ist der Djérem zum Mbakaou-See aufgestaut, in den auch der Meng mündet. Die am Staukraftwerk verfügbare Energie wird allerdings nicht zur Stromerzeugung genutzt. Der nationale Energieerzeuger Eneo (ehemals AES Sonel) verwendet das Reservoir, neben dem Bamendjing, dem Mapé und weiteren kleineren, zur Wassermengenregulierung des Sanaga. Dadurch werden Schwankungen, zugunsten der stromerzeugenden Staudämme Song Loulou und Édéa nahe der Hauptstadt Yaoundé, Optimiert.